# ドミニク・マケリゴット
ドミニク・マケリゴット（Dominique McElligott、1986年3月5日 - ）は、アイルランドの女優。

## 出演作品
- ブッチ・キャシディ -最後のガンマン-（エッタ・プレース）
- 月に囚われた男（テス・ベル）
- Dark Floors　ダーク・フロアーズ
- 夜更かし羊が寝る前に　～君を捜しに行くまでの物語～
- ハウス・オブ・カード 野望の階段（TVドラマシリーズ）
- ザ・ボーイズ（クイーン・メイヴ）（TVドラマシリーズ）
- ザ・ガード〜西部の相棒〜（イーファ）
- ラスト・タイクーン（キャスリーン・ムーア）